# Dolichopus virga
Dolichopus virga är en tvåvingeart som beskrevs av Daniel William Coquillett 1910. Dolichopus virga ingår i släktet Dolichopus och familjen styltflugor. Inga underarter finns listade i Catalogue of Life.